# Pedicellina newberryi
Pedicellina newberryi är en bägardjursart som beskrevs av Wasson 1997. Pedicellina newberryi ingår i släktet Pedicellina och familjen Pedicellinidae. Inga underarter finns listade i Catalogue of Life.